# السفال (حضرموت)
السفال هي إحدى قرى الجمهورية اليمنية. وهي تتبع جغرافيًا لمحافظة حضرموت. وإداريًا لمديرية بروم ميفع. يبلغ تعداد سكانها 4402 نسمة حسب الإحصاء الذي جرى عام 2004.